# Camelomantis moultoni
Camelomantis moultoni es una especie de mantis de la familia Mantidae.

## Distribución geográfica
Se encuentra en Borneo (Asia).